# Рудник Накеті (SMSP)
Рудник Накеті (SMSP) — гірничодобувний майданчик у Меланезії на острові Нова Каледонія (заморське володіння Франції), що наразі належить компанії Société Minière du Sud Pacifique SA (SMSP).
Розробка нікелевих покладів в районі Накеті почалась вже у 1874 році – лише на рік пізніше за появу першої новокаледонської нікелевої копальні в Mont Dore. Роботи тут могли провадити різні компанії, зокрема, станом на 1980-ті роки тут діяла компанія Nouméa Nickel, що належала бізнесменам Max Chautard та Yvan Ohlen. Є відомості, що в цей час потужність копальні становила 160 тисяч тонн руди на рік.
В 1991-му права Nouméa Nickel на розробку викупила SMSP, найбільшим власником якої з часткою у 85% виступала Société financier et de développement de la Province Nord (SOFINOR), що в свою чергу належала Північній провінції (87%), провінції Острови Луайоте (5%) та представникам місцевих племен, що діяли через об’єднання «Sud minier», «Côte océanienne"» та «Grand Nord». З 2006-го рудник належить Nickel Mining Company (NMC) – спільному підприємству SMSP та південнокорейського металургійного гіганту Pohang Iron & Steel Corporation (POSCO), в якому сторони мають 51% та 49% участі. Іншим елементом угоди з POSCO стало створення компанії Société de Nickel de Nouvelle-Calédonie et Corée (SNNC), яка належить учасникам у тому ж співвідношення та запустила в Південній Кореї феронікелевий завод у Кван'яні, що став великом споживачем нікелевого концентрату з новокаледонських копалень SMSP (окрім Накеті, їй також належать рудники Пінпін, Оуако та Куауа).
Розробка ведеться відкритим способом за допомогою кількох копалень (кар’єрів). Так, станом на середину 2010-х SMSP використовувала копальні «Edouard», «Eureka» та «Circée», при цьому остання певний час не працювала та була повторно запущена в 2008 році під південнокорейський проект.
Відносно масштабів розробки можливо вказати, що в 2012 з Накеті вилучили 444 тисячі тонн руди, з них 256 тисяч тон сапролітової для корейського заводу та 188 тисяч тонн лімонітової для поставок у Австралію (можливо відзначити, що до появи SNNC покупцями руди SMSP виступали споживачі з Китаю та австралійський завод в Ябулу). В 2013-му виробництво досягнуло 587 тисяч тонн, з них 479 тисяч тонн сапролітової та 108 тисяч тонн лімонітової руди. У 2021 році видобуток рудника склав 556 тисячі тонн.
Вивіз руди здійснюється автотранспортом до берегового пункту відвантаження на узбережжі затоки Накеті-Бей. Через відсутність повноцінної портової інфраструктури руда спершу передається на баржі, а потім перевантажується у морі на балкери. Для проведення типової завантажувальної операції до Накеті-Бей прибувають баржі та буксири з Куауа.
Можливо відзначити, що дорожна та портова інфраструктура використовується спільно з компанією Ballande Group, яка має у Накеті свій рудник.